# Dawes Act
Cet article concerne l'allotissement (Allotment) de la propriété des Nations natives. Pour la notion de droit de la construction, voir allotissement.
 (août 2017).
Si vous disposez d'ouvrages ou d'articles de référence ou si vous connaissez des sites web de qualité traitant du thème abordé ici, merci de compléter l'article en donnant les références utiles à sa vérifiabilité et en les liant à la section « Notes et références ».

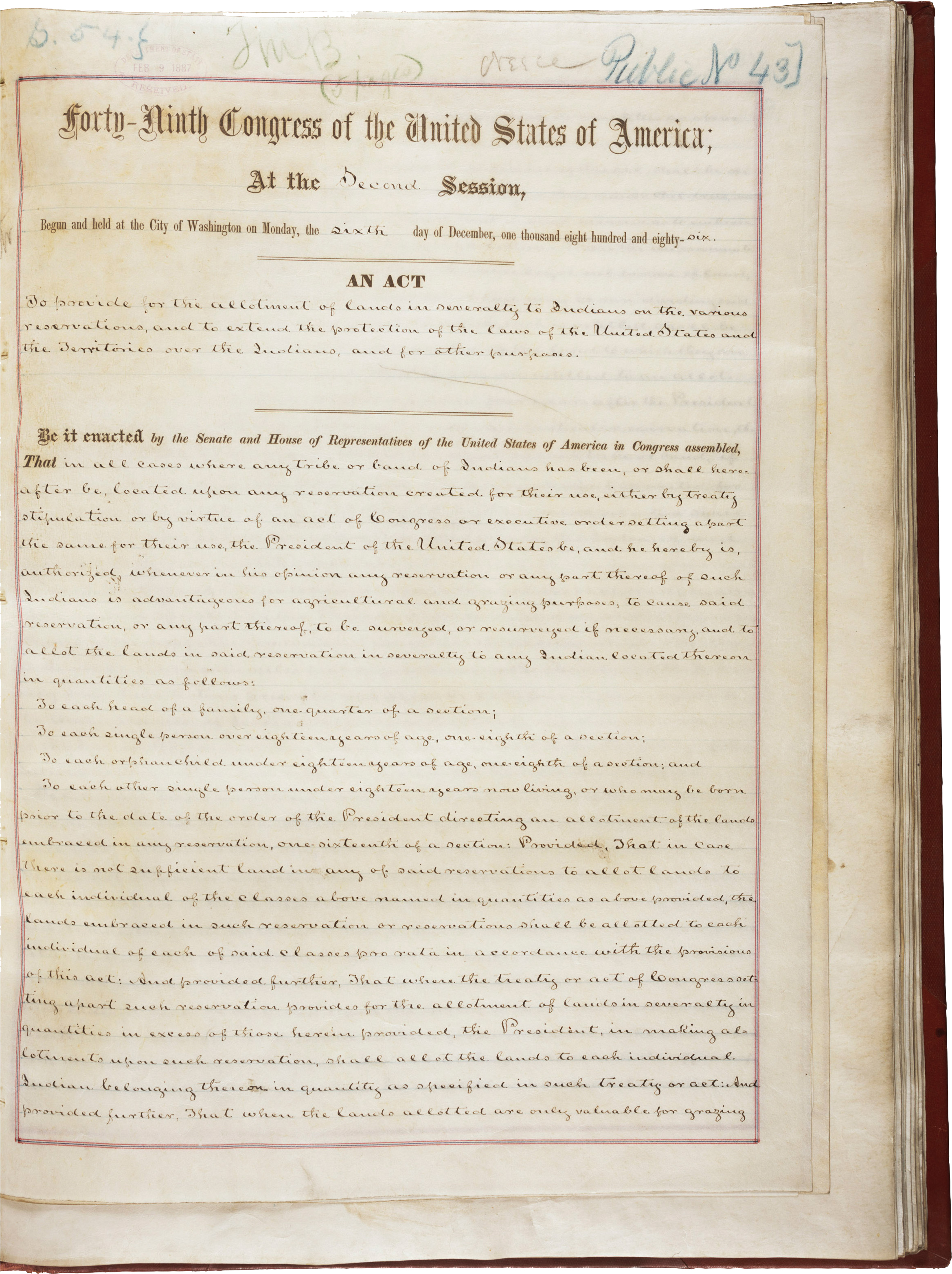
Première page du Dawes Act.

Le Dawes Act, également connu sous le nom de General Allotment Act, est un Act of Congress du 8 février 1887, réglementant aux États-Unis la distribution des terres aux Amérindiens, dans le Territoire indien qui deviendra l'Oklahoma en 1907. Il porte le nom du sénateur du Massachusetts Henry L. Dawes, son principal initiateur. La loi est amendée en 1891 et en 1906 par le Burke Act. Elle reste en application jusqu'en 1934.